# Дерева софори японської
Дере́ва софо́ри япо́нської — ботанічна пам'ятка природи місцевого значення в Україні. Розташована в межах міста Золотоноша Черкаської області, на вулиці Благовіщенській, 17 (садиба державної насінневої станції). 
Площа — 0,01 га, статус отриманий у 1983 році. Перебуває у віданні: Державна насіннева станція.